# Фріскала (Турку)
Фріскала (фін. Friskala) — один із районів міста Турку, що входить до територіального округу Гірвенсало-Какскерта. 

## Географічне положення
Район розташований в південно-східній частині острова Гірвенсало, на узбережжі Архіпелагового моря і включає в себе також маленький острів Ісо-Вігтіля. 

## Населення
Район входить до числа малозаселених частин Турку.  
У 2004 році чисельність населення району становила всього 23 людини, з яких діти віком до 15 років — 13,04 %, а старше 65 років — 13,04 %. Фінською мовою як рідною володіли 100 % населення району. За даними 2007 року в районі проживало 295 чоловік. 